# Симфонія № 4 (Шостакович)
Симфо́нія № 4 до мінор, тв. 43 — симфонія Дмитра Дмитровича Шостаковича, над якою автор працював у 1934—1936 роках. Перше виконання симфонії було заплановане на 30 грудня 1936, однак автор скасував це виконання, посилаючись на необхідність допрацювати її фінал. Слід зазначити, однак, що цей період життя Шостаковича був позначений тиском на композитора за т. зв. «формалізм», зокрема 28 січня 1936 вийшла сумнозвісна стаття «Сумбур замість музики».
Перше виконання цієї симфонії відбулося лише 30 грудня 1961 року силами Московського філармонічного оркестру під керуванням К. Кондрашина.
Симфонія складається з трьох частин, загальною тривалістю близько 1 години:
1. Allegretto, poco moderato — Presto — Tempo 1o
2. Moderato, con moto
3. Largo — Allegro